# Heraltice (tvrz)
Heraltice jsou zaniklá tvrz ve stejnojmenné obci. Tvrz stávala na místě současné návsi naproti současnému kostelu. Později zde byl postaven panský dvůr s opevněným sídlem a z tvrze zbyly jen zdi opevnění a sklepy v domě čp. 55.

## Historie
Heraltice byly od 13. století v držení šlechtického vladyckého rodu z Heraltic, přičemž první zmínka se vyskytuje v listině Přemysla II. z roku 1256 – na listině je podepsán i jistý Radoslav z Heraltic. Vladykové z Heraltic drželi ves i okolní statky do roku 1366. V roce 1366 udělil moravský markrabě Jan Jindřich lénem část majetku i s půlkou tvrze na Heralticích Petru Hechtovi z Rosic, přičemž je poprvé zmíněna tvrz. Smil z Heraltic, držitel půlky tvrze měl podle knih půhonných konflikty s obyvateli druhé části tvrze a v roce 1415 zaútočil na jejich majetek. Byla pobořena i část tvrze. Václav Hecht z Rosic dokonce obvinil Oldřicha z Heraltic, že vpadl do jeho části vsi a zbil jeho poddaného i s dítětem.
Tvrz byla ještě více poničena při husitských válkách. Oldřich z Heraltic se pustil do celkové rekonstrukce tvrze, tedy i části patřící Hechtům. Přestavba trvala patrně do roku 1464. Spory však nepřestaly a trvaly až do konce 15. století. V roce 1450 Hechtové z Rosic vymřeli a jejich majetky v roce 1453 zastavil Jiří z Poděbrad těšínskému knížeti Přemkovi. Ten prodal majetky Oldřichovi Mládenci z Miličína. Oldřich Mládenec prodal roku 1505 svoji část tvrze Valdštejnům. Těm v roce 1522 také připadl zbývající díl vsi i tvrze patřící v té době již zemřelému Janu z Heraltic, který byl posledním z rodu a jeho smrtí rod z Heraltic vymřel po meči.
Připojením vsi k brtnickému panství ztratila tvrz svůj hlavní význam. Heratlice se staly součástí brtnického velkostatku a na místě bývalé tvrze byl později postaven panský dvůr. Původní tvrz postupně chátrala a později byla celá zbourána.

## Stavební podoba
V roce 1790 bylo tvrziště ještě výrazné. Mělo oválný půdorys s osami přibližně 57 a 72 metrů dlouhými. Na jihozápadě lze předpokládat dvůr; z původní tvrze se dochovaly pouze sklepy v místech domu čp. 55 a část zdi u hlavní silnice.